# Leonurus japonicus
Leonorus japonicus es una especie de planta de flor perteneciente a la familia Lamiaceae nativa de Asia. Es una de las 50 hierbas fundamentales usadas en la medicina tradicional china, donde se la conoce en chino como:  yìmǔcǎo (益母草).

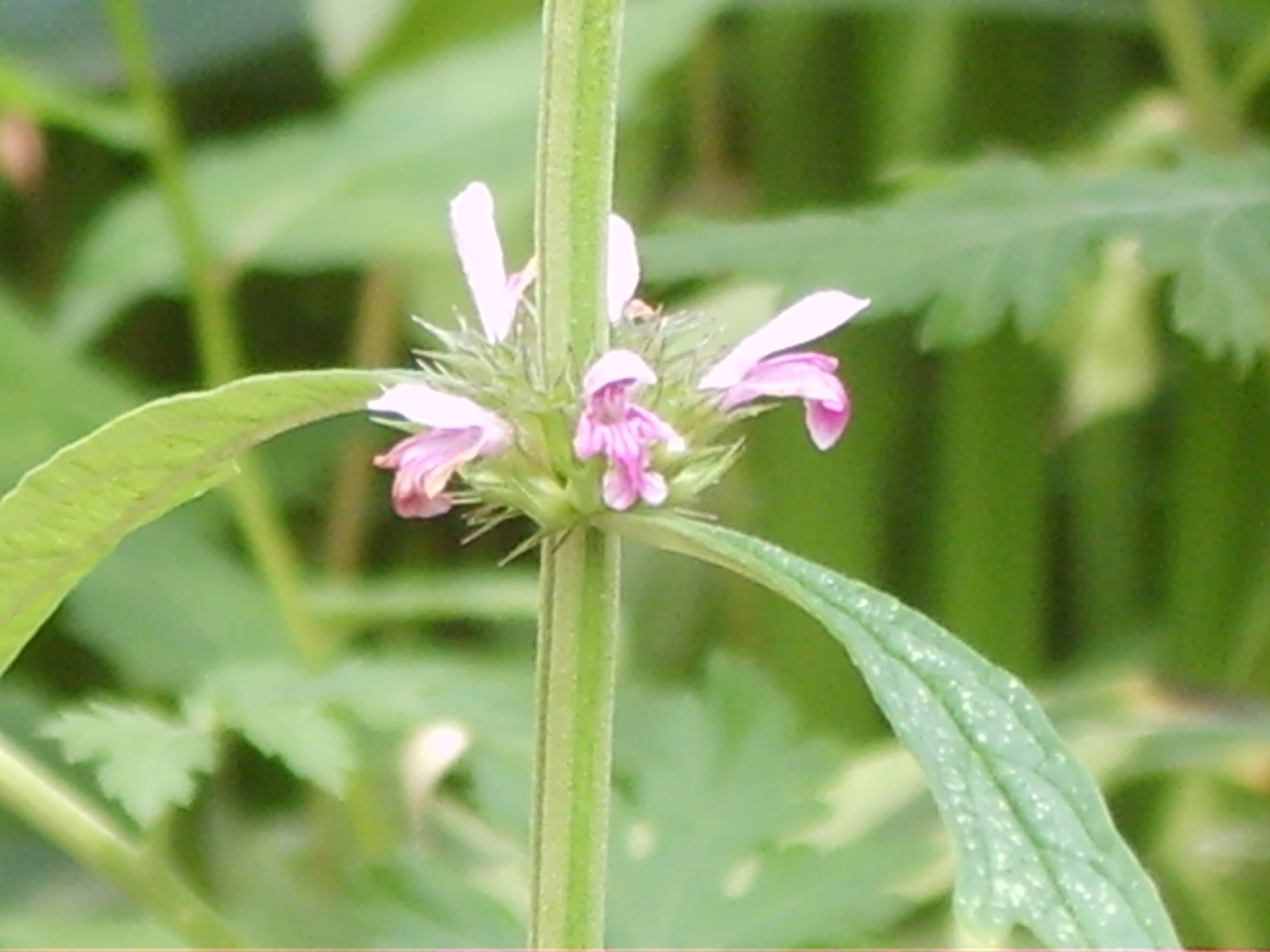
Inflorescencia

## Descripción
Las plantas son anuales o bienales.  Los tallos se encuentran en posición vertical hasta una altura de 30 a 120 cm. Las flores son sésiles y producidas en verticilos.  El cáliz es tubular-campanulado y de 6-8 mm de largo con un amplio triángulo en forma de dientes. La corola es de color blanco o rojizo al rojo púrpura en color. Las plantas florecen de junio a septiembre.

## Propiedades
- Indicado para los desórdenes menstruales, amenorrea, dismenorrea, endometriosis, infertilidad, dolores abdominales, dolores postparto, hematuria, hipertensión, nefritis,  edemas, disuria, hematuria, etc.

## Taxonomía
Leonurus japonicus fue descrito por Martinus Houttuyn y publicado en Natuurlijke Historie [tweede deel {second part}] 2(9): 366, t. 57, f. 1. 1778.
Sinonimia
- Leonurus artemisia (Lour.) S.Y.Hu[1]
- Leonurus heterophyllus Sweet[1]
- Leonurus sibiricus auct. pl.[1]
- Stachys artemisia Lour.[1]
- Leonurus altissimus Bunge ex Benth.
- Leonurus cuneifolius Raf.
- Leonurus mexicanus Sessé & Moc.[4]